# Дуйсбург-Норд
Ландшафтный парк «Дуйсбург-Норд» (нем. Landschaftspark Duisburg-Nord, LaPaNo) — ландшафтный парк вокруг заброшенных сталелитейных заводов в Дуйсбурге, в земле Северный Рейн-Вестфалия, в Германии. Достопримечательность Дуйсбурга.

## Общая информация
Дуйсбург-Норд — ландшафтный парк на площади 180 гектаров, вокруг заброшенных сталелитейных заводов в Дуйсбурге. Пейзажный парк — одна из опорных точек Европейского маршрута индустриальной культуры и Маршрута индустриальной культуры в Рурской области. Британская ежедневная газета The Guardian называет «Северный ландшафтный парк» одним из десяти лучших городских парков мира.

## История
Бывший завод основал стальной король Август Тиссен в 1901 году. Всего пять доменных печей произвели 37 миллионов тонн специального чугуна за 84 года.
Доменные печи № 3 и № 4 были демонтированы в 1968 и 1970 году, соответственно. Доменные печи № 1 и № 2 были остановлены в 1982 году, и только доменная печь № 5, построенная в 1973 году, оставалась в эксплуатации до 1985 года.
В последующие годы весь участок между Гамборном и Майдерихом со всеми зданиями и доменными печами являлся частью Международной строительной выставки «Эмшер Парк». С 1990 по 1999 год залы, здания и открытая территория были реконструированы по планам архитекторов. Парк стал одним из важнейших проектов ландшафтной архитектуры. В 1994 году парк был открыт для посещения. Теперь он является опорной точкой на Маршруте индустриальной культуры и интегрирован в Европейский путь индустриальной культуры.
Сравнимые, похожие на музей, но значительно меньшие доменные печи можно найти в Хаттингене.

## Дизайн парка
Основная идея дизайна архитектора Питера Латца заключалась в сохранении существующих зданий и сооружений. Промышленные сооружения, которые интерпретировались как независимые системы, были связаны между собой посредством садов, террас, лестниц. Эти звенья включают железнодорожный парк с высокими прогулочными дорожками на верхнем уровне, аквапарк на нижнем уровне. Насколько было возможно, строительные материалы были извлечены и повторно использованы.

## Развитие парка
С тех пор как металлургический завод был впервые представлен публике в 1994 году как парк, посетители, туристы, велосипедисты, спортивные клубы, организаторы и группы по интересам использовали эту территорию в своих целях.
- Дайверы обосновались на газометре, который заполнен 20000 кубометрами воды, и используют его как учебный центр.
- В части бункерного комплекса был построен сад альпинизма с около 400 маршрутами различного уровня сложности.
- В 2005 году Биологическая станция Западной Рурской области открыла филиал в здании бывшего пункта отбора проб. Задачи парка — научный надзор за состоянием парка, в частности, поддержание промышленного характера[что?]. Специальным предложением выполняются экскурсии по парку к флоре и фауне.
- Доступ на бывшую доменную печь № 5 открыт до второй по высоте обзорной площадки. С высоты около 70 метров открывается прекрасный вид на Дуйсбург и соседние города. В хорошую погоду можно увидеть Дюссельдорфскую телебашню.
- Бывшая электростанция, литейный цех и комплекс воздуходувок были отремонтированы в рамках развития ландшафтного парка и превращены в многофункциональные площадки для проведения мероприятий.
- Для детей и взрослых проводятся дневные и ночные экскурсии.
- Открылась и работает постоянная экспозиция по истории металлургического комбината.
- Ещё одна достопримечательность ландшафтного парка — помимо трёх дымовых труб — ветряк, который тоже видно издалека. Он соединён с водяным насосом через коробку передач и с помощью винта перекачивает воду из старого Эмшера в бункерные сады.

В 2016 году 1 019 391 человек посетило данную территорию, было арендовано более 800 отдельных площадок и залов.